# Paracanthurus hepatus
Paracanthurus hepatus е вид бодлоперка от семейство Acanthuridae. Видът не е застрашен от изчезване.

## Разпространение и местообитание
Разпространен е в Австралия, Американска Самоа, Британска индоокеанска територия, Бруней, Вануату, Виетнам, Гуам, Източен Тимор, Индия (Андамански и Никобарски острови), Индонезия, Кения, Кирибати (Гилбъртови острови, Лайн и Феникс), Кокосови острови, Коморски острови, Мавриций, Мадагаскар, Майот, Малайзия, Малдиви, Малки далечни острови на САЩ (Лайн, Остров Бейкър и Хауленд), Маршалови острови, Мианмар, Микронезия, Науру, Ниуе, Нова Каледония, Остров Рождество, Острови Кук, Палау, Папуа Нова Гвинея, Параселски острови, Провинции в КНР, Реюнион, Самоа, САЩ (Хавайски острови), Северни Мариански острови, Сейшели, Сингапур, Соломонови острови, Сомалия, Острови Спратли, Тайван, Тайланд, Танзания, Токелау, Тонга, Тувалу, Уолис и Футуна, Фиджи, Филипини, Френски южни и антарктически територии (Нормандски острови), Шри Ланка, Южна Африка и Япония.
Обитава крайбрежията на океани, морета и рифове в райони с тропически и субтропичен климат. Среща се на дълбочина от 2 до 23 m, при температура на водата от 27,1 до 28,8 °C и соленост 34 – 35,2 ‰.

## Описание
На дължина достигат до 31 cm.